# Леминстер (Массачусетс)
Леминстер (англ. Leominster) — город в округе Вустер в Массачусетсе в Соединённых Штатах Америки. Помимо того, что Леминстер является родиной «розового фламинго», он носил неофициальное звание «Город гребней», к которому позднее добавилось «Город пионеров пластика».

## География
По данным Бюро переписи населения США, общая площадь города составляет 29,8 квадратных миль (77 км2), из которых 28,9 квадратных миль (75 км2) — это земля и 0,9 квадратных миль (2,3 км2), или 2,96 %, — водная поверхность.

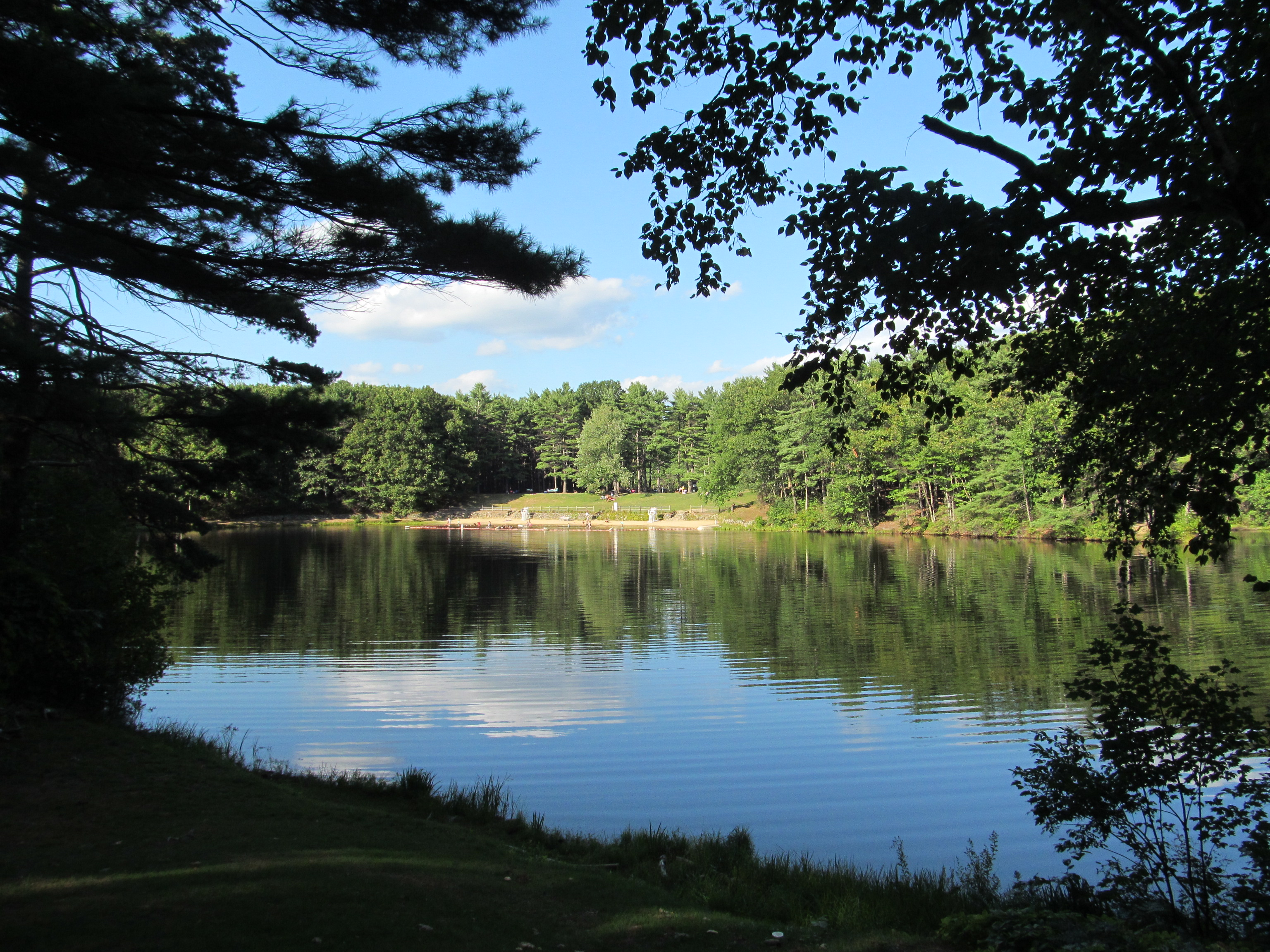
Пейзаж в черте города

Леминстер преимущественно расположен на плато над рекой Нашуа. Река протекает через восточную часть города, а затем прорезает его северную часть, извиваясь в сторону Фитчберга. Северный и Западный Леминстер имеют более пересечённую местность, определяемую разбросанными холмами. Наиболее заметными холмами являются Норт-Монооснок и Саут-Монноснок в западной части города. Саут-Монноснок является самой высокой точкой города высотой 1020 футов. В XIX веке на нём добывали гранит, используемый для фундаментов домов. К западу от этих холмов находится водохранилище Нотаун и лес Леминстер, имеющий статус «леса штата Массачусетс». К востоку находится ручей Монооснок, который протекает через центр города. В своё время он был важным возобновляемым источником энергии.

### Климат
Влажный континентальный климат с холодной зимой и тёплым летом. Морозы часты всю зиму из-за преобладающих внутренних ветров.

## Население
Это второй по величине город округа Вустер, с населением 43 222 человека согласно переписи 2023 года, что немного меньше, чем в 2010 году (43 782), хотя в самом начале 2000-х число жителей стабильно росло. Площадь города составляет чуть менее 77 квадратных километров.

## История
Первоначально регион был заселён различными племенами коренных американцев пеннакуков или нипмуков, которые жили вдоль реки Нашуа. Долина обеспечивала плодородную почву для выращивания кукурузы, бобов, тыквы и табака. Европейские поселенцы начали прибывать в середине XVII века, в 1653 году район получил название от города Леминстер в Англии и сперва был частью города Ланкастер.

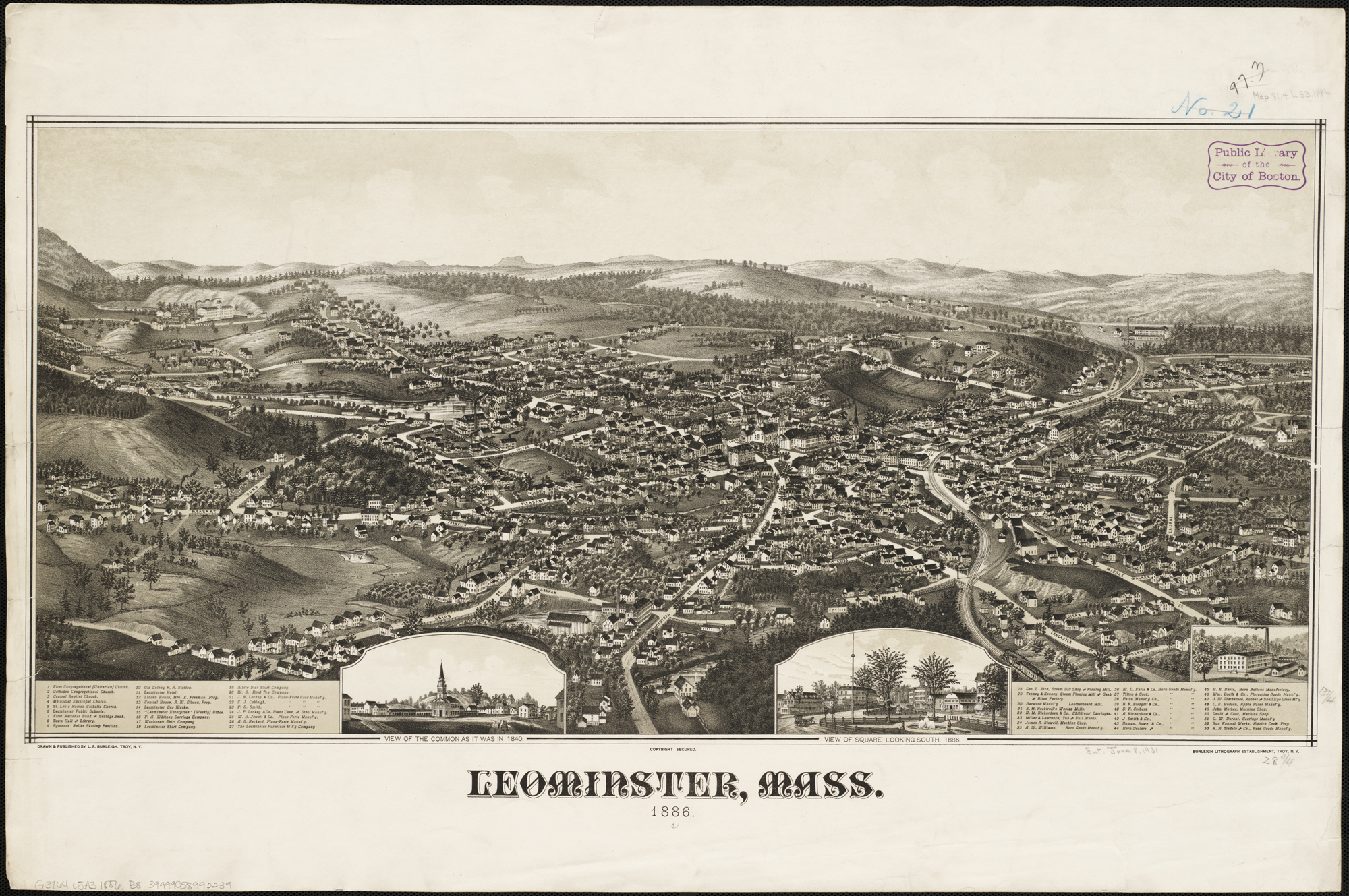
Литография Леминстера работы Л. Р. Берли со списком достопримечательностей и изображениями городской площади и зон общин (1886 год)

Европейские поселенцы и коренные жители жили мирно в течение нескольких лет, вплоть до начала войны Короля Филиппа в 1675 году. Жестокая война между индейцами и английскими колонистами унесла жизни сотен людей и вынудила жителей покинуть этот район. После войны Ланкастер оставался фактически безлюдным, пока в 1701 году жителям не был предложен новый земельный грант. Чтобы предотвратить дальнейший конфликт с индейцами, поселенцы вели переговоры с вождём Шоланом и его племянником Джорджем Таханто из племени нашауэй о покупке земли. В то время это был единственный участок земли, который можно было законно и относительно безопасно приобрести в Центральном Массачусетсе.
К 1737 году в Леминстере набралось достаточно жителей, чтобы претендовать на статус города, и 23 июня 1740 года Леминстер этот статус получил официально.
Вплоть до начала Гражданской войны в США в 1861 году жители Леминстера вносили существенный вклад в функционирование Подземной железной дороги.
Сперва Леминстер был небольшой фермерской общиной, но к началу XIX века экономика быстро переключилась на промышленное производство, большой толчок этому дало строительство железной и автомобильных дорог. Город стал важным транспортным узлом.
К 1850-м годам бумажные фабрики, производители фортепиано и производители расчёсок основали несколько фабрик вдоль ручья Монооснок и реки Нашуа. Хотя первые поселенцы в Леминстере были в основном британцами, вскоре множество иммигрантов из других стран поселились здесь, чтобы работать на расширяющихся фабриках Леминстера (ирландцы, франкоканадцы и итальянцы). Эти новые волны иммигрантов привели к резкому росту населения с 2069 человек в 1840 году до 19 744 человек к 1920 году.

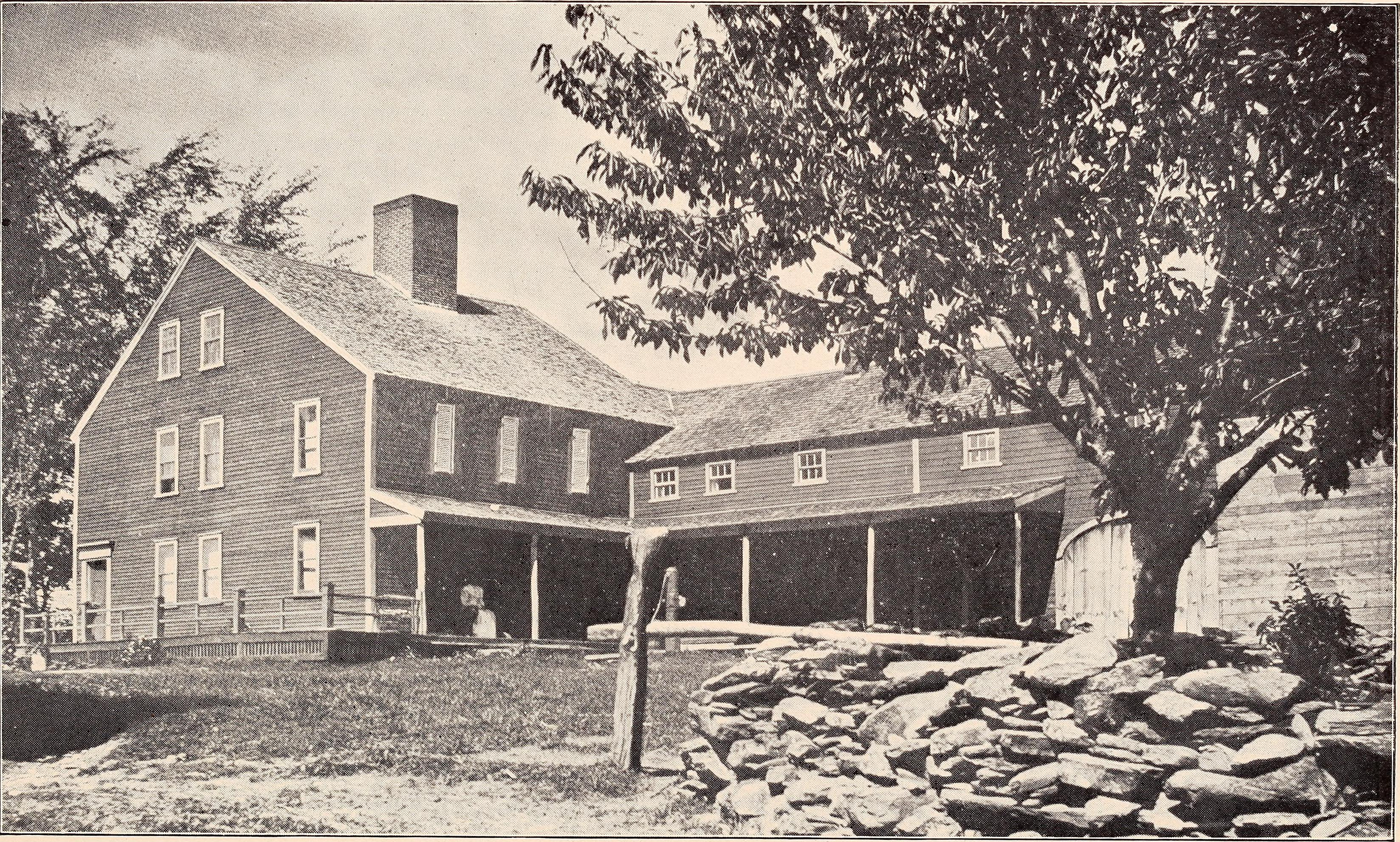
Леминстер (фото ок. 1900 года)

Хотя в Леминстере обосновалось множество различных отраслей промышленности, производство расчёсок и гребней процветало особенно. Изготовление гребней было в то время трудоёмким и кропотливым процессом, включавшим подготовку природных материалов, таких как рога животных, черновую обработку базовой формы и, наконец, индивидуальную нарезку зубцов. К 1853 году на 24 фабриках по производству гребней по всему городу работало уже 146 сотрудников. Однако к середине 1800-х годов доступность природных материалов, используемых для их изготовления, таких как рога и копыта животных, быстро сокращалась, и требовался альтернативный материал.
Решение пришло в новом материале под названием целлулоид, изобретённом в 1868 году. Новый пластик произвёл революцию в производстве гребней и дал Леминстеру прозвище «Comb City» («Город гребней»). Универсальность целлулоида дала производителям возможность расширить ассортимент продукции помимо расчёсок. Крупнейшим производителем пластика в городе была Viscoloid Company, основанная Бернардом Уэнделлом Дойлом в 1901 году. В 1914 году компания Viscoloid Company стала пионером в производстве игрушек из пироксилинового пластика, а к 1923 году являлась крупнейшим работодателем в Леминстере. В 1925 году компания Viscoloid была продана компании Дюпон де Немур и переименована в Dupont Viscoloid Company.
Сэмюэл Фостер, местный житель немецкого происхождения, сперва работал на Viscoloid Company, а затем открыл свою компанию Foster Grant. Он привёз в город несколько новейших станков и занялся глубокой модернизацией и рационализацией процессов литья пластика. Его работа была так успешна и востребована, что вскоре у Леминстера появилось новое прозвище «Город пионеров пластика» (англ. Pioneer Plastics City). Достаточно сказать, что только за 1937 год компания продала новый революционный продукт из пластика — солнцезащитные очки в количестве 20 миллионов штук; а это было лишь одно наименование из линейки предложений.

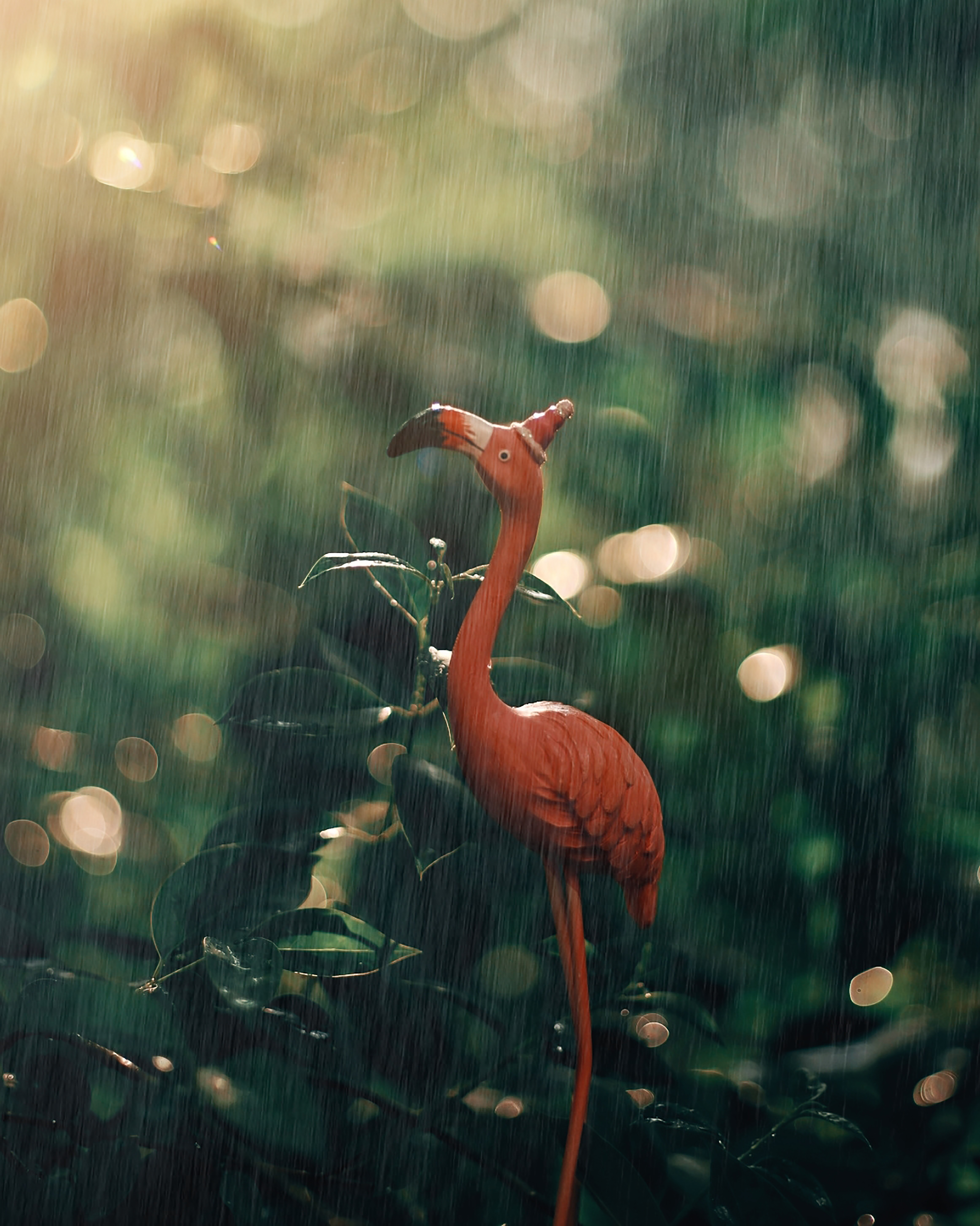
Пластиковый фламинго

На фабрике компании DuPont в Леминстере некоторое время работал Эрл Таппер — основатель компании Tupperware (1946), которая стала производить и продавать полипропиленовые, поликарбонатные и силиконовые ёмкости для кухни и быта, в то время малоизвестный продукт. Со временем штаб-квартира компании переехала в Орландо (Флорида). Компания не справилась с последствиями ковида, но пластиковые контейнеры для пищи есть сейчас практически в каждом доме. 18 сентября 2024 года после длительных переговоров с кредиторами компания подала заявление о банкротстве. 
Помимо вышеназванных, в Леминстере ведут свой бизнес такие крупные компании, как Standard Tool Company, Selig Manufacturing Co. Inc и C.E. Buckley, Inc. В 1956 году Леминстере увидел свет первый «розовый фламинго».
Хотя Великая депрессия существенно замедлила рост промышленности в Леминстере, полномасштабный спад производства произошёл только в конце XX века. Следуя общенациональной тенденции, производители переезжали из городов в более дешёвые альтернативы по всей стране и за рубеж. Несмотря на мало меняющийся ландшафт, население Леминстера продолжало расти и в XXI веке, впервые в 2020 году превзойдя по этому показателю город Фитчберг. Латиноамериканские общины Леминстера также пережили огромный рост ко второй половине XX века.
Невысокая стоимость земли сделала город привлекательным местом проживания для работающих в Бостоне, поэтому рост населения города продолжается. Леминстер по-прежнему сохраняет часть своего промышленного наследия; многие производители пластика не захотели полностью упразднять своё производство в городе. 11 сентября 2023 года город серьёзно пострадал от сильного наводнения; в Леминстер было объявлено чрезвычайное положение.

## Транспорт
Леминстер граничит с Фитчбергом и Луненбергом на севере, Ланкастером на востоке, Стерлингом и Принстоном на юге и Уэстминстером на западе, поэтому город является важным транспортным узлом. Кроме того функционируют несколько постоянных автобусных маршрутов, а ближайшим аэропортом является небольшой муниципальный аэропорт Фитчберга, но регулярных рейсов там нет уже более полувека (последние отправляются из более крупных городов штата).